# José Santos León
José Abdon Santos León (Concepción, Región del Biobío; 26 de abril de 1961) es un exjinete chileno de hípica. Compitió durante más de 20 años en un gran nivel en Estados Unidos hasta su retiro a comienzos de 2007, ganando un total de 4083 carreras en aquel país, además de recibir una serie de honores. Es el jinete de hípica más exitoso de Chile y es considerado el «mejor jinete de hípica en la historia».

## Infancia
Desde niño tuvo una vida dura; su familia era humilde y vivían en la calle Colón, a unas cuadras del Club Hípico de Concepción. Su padre, capataz en ese hipódromo, puso todo su empeño para que sus hijos fueran jinetes. Incluso en sexto básico sacó a José de la escuela para que trabajara y ayudara con los gastos de la casa. Eran un total de siete hermanos, de los cuales seis eran hombres.
Su hermano mayor había quedado inválido después de una poliomielitis que le dio cuando tenía apenas siete meses. El tercero tenía problemas neurológicos a raíz de una meningitis. José era el segundo y tuvo que asumir las responsabilidades del hermano mayor. La rutina diaria que hacía consistía en levantarse a las cuatro de la mañana para cuidar los caballos junto con su padre. Por la tarde, vendía diarios y posteriormente, junto a sus hermanos, repartía viruta en un carretón.
Finalmente, el sueño del padre de José se cumplió, ya que, con mucho esfuerzo, cuatro de sus hijos fueron jinetes. Además de José, Pedro en Chile, Manuel y Luis Alberto en Noruega.

## Inicio de su carrera
José se entendía muy bien con los caballos y desde pequeño fue un buen jinete. Sus aptitudes como jinete lo llevaron a disputar su primera carrera el 24 de octubre de 1976, era la sexta carrera y montó a Cold. El resultado fue muy auspicioso ya que quedó en el tercer lugar. A pesar de que no contaba con la mayoría de edad, con la ayuda de dirigentes hípicos consiguió que le dieran patente de jinete.
El día domingo siguiente a su estreno, ganó su primera carrera. Originalmente había llegado en el segundo lugar, pero se habían dado cuenta de que el jinete vencedor había tirado de su mandil, por lo que fue descalificado y José Santos ganaba su primera carrera.
En 1977 disputó su única temporada como jinete en Chile y obtuvo el récord con treinta y ocho triunfos; pero no pudo completar la temporada puesto que le habían ofrecido correr en Colombia.

## Su paso por Colombia
Junto con otros tres jinetes chilenos (Orlando Sánchez, Jorge Tobar y Antonio Mella), firmó un contrato para correr en el Hipódromo de Los Andes de Bogotá que estaba recién inaugurado. Su madre se oponía a que dejara la casa a tan temprana edad ya que nunca había salido de la casa y tenía miedo a que le pasara algo malo en Colombia ya que había escuchado que era un país muy peligroso.
A pesar de todo eso partió a Colombia y en un año ya era el jinete revelación de los hipódromos bogotanos. Sin embargo se fue por un mal camino ya que, según él, conoció un lado que su padre no le había enseñado.

Él era muy estricto, no dejaba que me afeitara, ni siquiera que tomara una cerveza, hasta tenía que pololear escondido. Por eso en Colombia me sentí liberado. Lo primero que hice fue afeitarme, después empecé a tomar, me emborraché y aprendí muchas cosas malas. Entre los diecisiete y los veintiún años supe lo que era la droga, la prostitución, el alcohol.

## Cambio a Estados Unidos
El preparador chileno Lisandro Céspedes le recomendó que dejara Colombia y partiera a Estados Unidos, donde había más oportunidades para desarrollarse como jinete. Le hizo caso y en 1983 se marchó de Colombia y con dos mil dólares se fue a probar suerte a Norteamérica.
Al llegar, se prometió a sí mismo que nunca más iba a probar droga y que comenzaría todo de nuevo.
Al principio no le fue bien. El idioma no lo entendía, jamás había hablado inglés y no lo contrataban en ningún lado. En el hipódromo de Hialeah, las caballerizas se denominan con letras y caminaba de la A a la Z aproximadamente cuatro veces para cada lado y así aprendió el abecedario inglés, buscando trabajo. En el hipódromo Calder consiguió una monta a cambio de galopar caballos diariamente.

## Consolidación en Estados Unidos
Posteriormente, comenzó a competir y a los quince días ganó la primera carrera montando a Bravo Second. Después de un mes, tuvo la oportunidad de montar una yegua en un clásico que ganó, cambiando definitivamente su historia.
Comenzaba a hacerse famoso y a ser un jinete cotizado en todos los hipódromos estadounidenses. Al final de esa temporada, su campaña sorprendió al mánager Frank Sanabria, quien lo invitó a Nueva York. Tuvo un gran debut en Saratoga, donde quedó en la mente de los fanáticos para siempre: el mismo día que llegó, batió el récord que tuvo durante diez años en ese circuito el jockey Ángel Cordero.
Entre 1986 y 1990, fue campeón nacional consecutivo, ganó casi tres mil carreras y se convirtió en el primer jockey en Estados Unidos en lograr que sus monturas obtuvieran hasta quince millones de dólares en premios por temporada. En 1986 postuló al Eclipse Award, el mayor premio hípico; como no lo obtuvo, en reconocimiento, la prensa neoyorquina lo nombró rey de Nueva York, otorgándole una corona, una capa y un trofeo. Además las autoridades de la ciudad lo declararon Hijo Ilustre de Nueva York.
En junio de 1989, la revista Sport le dedicó una portada y lo incluyó entre los diez deportistas que ganaban más dinero en el mundo, junto con el boxeador Mike Tyson, la tenista Steffi Graf y el jugador de fútbol americano Dan Marino. Al año siguiente, la publicación The Blood Horse lo eligió el «jinete más importante de la década».
Compitió en Europa y en Japón, obteniendo varios millones en premios. Incursionó en la hípica californiana, pero eligió finalmente repartir su tiempo entre Nueva York, Miami, Kentucky y Hong Kong, donde viaja un mes al año. En toda su carrera, sus caballos han ganado un total de 130 500 000 dólares. Se convirtió en el deportista chileno que más dinero ha ganado: más de trece millones de dólares, sin considerar publicidad y auspicios.
Estuvo a punto de ganar la Triple Corona en 2003, pero le faltó una carrera. A pesar de aquello, ha ganado las tres carreras que la componen pero en distintos años:
- Belmont Stakes, 1999, en Lemon Drop Kid, en 2:27.80 minutos.
- Derby de Kentucky, 2003, en Funny Cide, en 2:01.19 minutos.
- Preakness Stakes, 2003, en Funny Cide, en 1:55.61 minutos.

Es el deportista chileno con más ganancias: hasta 2006 se estima que había generado más de 186,9 millones de dólares. Además, ganó siete veces la Copa Breeders. Pero sus premios no se limitan solo a carreras y millones de dólares ganados, el 28 de febrero de 1998 los mismos jinetes en una elección realizada a lo ancho de Estados Unidos, le otorgaron el George Woolf Memorial, un premio que distingue al jinete de mayor calidad humana y dedicación en las pistas.
El 29 de mayo de 2007, entró al Salón de la Fama de la Hípica de los Estados Unidos, convirtiéndose en el primer jinete chileno en obtener tal distinción. Anteriormente, el fallecido caballo chileno Cougar II había ingresado en este salón después de sus triunfos, cuando era montado por el jinete Bill Shoemaker.

### Clásicos ganados
- Derby de Kentucky (2003)
- Preakness Stakes (2003)
- Belmont Stakes (1999)
- Breeders' Cup Turf (1986, 1997)
- Breeders' Cup Juvenile (1987, 1990)
- Breeders' Cup Mile (1989)
- Breeders' Cup Juvenile Fillies (1990)
- Breeders' Cup Classic (2002)

### Carreras Internacionales ganadas
- Canadian International Stakes (1986, 1997)
- King Edward Stakes (1997)

### Caballos importantes

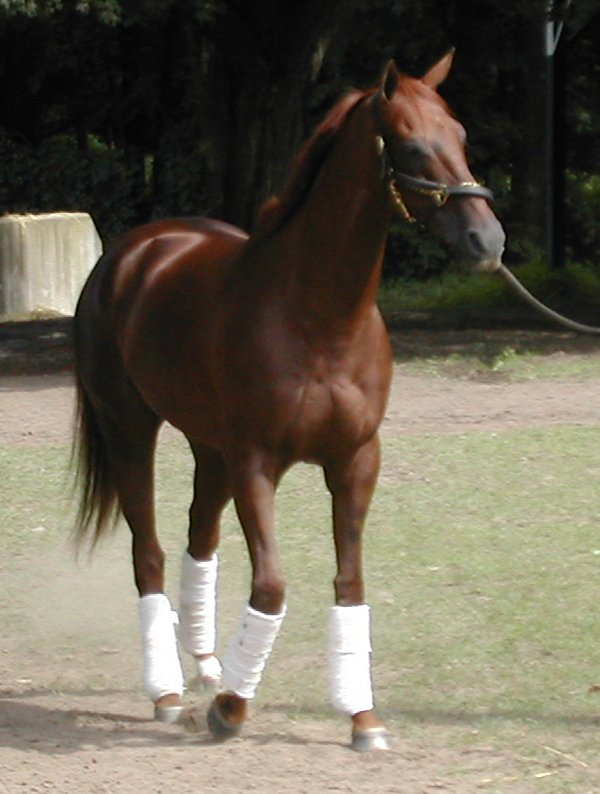
Montando a Funny Cide, a José Santos le faltó solo una carrera para ganar la Triple Corona de 2003.

- Manila
- Cryptoclearance
- Chief Bearhart
- Gulch
- Fly So Free
- Meadow Star
- Success Express
- Criminal Type
- Steinlen
- Lemon Drop Kid
- Funny Cide
- Fleet Indian
- Volponi

### Premios deportivos individuales
- United States Champion Jockey by earnings (1986, 1987, 1988, 1989), premio que se otorga al jinete que ha ganado más dinero en Estados Unidos en una temporada.[25]
- Eclipse Award for Outstanding Jockey (1988), premio entregado al jinete con más carreras ganadas en una temporada.[25]
- George Woolf Memorial Jockey Award (1999), premio otorgado al jinete de mayor calidad humana y dedicación en las pistas.[25]
- ESPY for Outstanding U.S. Jockey (2003), premio entregado por ESPN al mejor jinete de carreras de todo el mundo en una temporada.[25]
- Red Smith "Good Guy" Award (2003), premio otorgado al jinete que monta el caballo más exitoso de la temporada.[25]
- Salón de la Fama de la Hípica (2007), honor reservado para los mejores jinetes de la historia que han corrido en Estados Unidos.[25]

### Nueva familia
En 1984 conoció a María Castañeda, una joven de origen colombiano, con quien contrajo matrimonio para obtener la residencia y tuvo dos hijos. Después de algunos problemas con su señora, se separó y se casó con Rita Castillo, una señorita de origen panameño. Fue un matrimonio con 150 invitados. Con ella tuvo tres hijos más, además de una hija que era de ella.
La separación legal no le fue fácil. Su primera señora tardó varios años en dársela y puso muchas condiciones económicas, como por ejemplo la venta de un lujoso departamento que tenían en Queens, la casa en Long Island, tasada en ochocientos mil dólares, un Mercedes Benz y gran parte de lo ganado por José.

### Lesión grave
Luego de una grave caída sufrida el 1 de febrero de 2007, el 30 de julio del mismo año Santos anunció su retiro de la hípica. En su declaración sostuvo:

Esto ha sido muy duro para mí, porque realmente quería retirarme en otras condiciones [...] ello no ocurrió, y decidí que quería hacer hoy este anuncio, porque no quiero que nada empañe la ceremonia de asunción al Salón de la Fama.

## Retiro
Además de apadrinar a jóvenes promesas de la hípica, Santos ha anunciado que tiene un proyecto televisivo: un canal dedicado exclusivamente a la hípica de Estados Unidos. Además considera ser comentarista de este deporte en ESPN.

### Homenajes en Chile
Durante su carrera fue elegido muchas veces el mejor deportista de la hípica por el Círculo de Periodistas Deportivos. Después de su retiro fue homenajeado durante el Clásico El Ensayo, donde fue el invitado de honor y fue paseado en una carroza ante más de 30 000 personas que lo ovacionaban de pie. Además fue homenajeado por la Cámara de Diputados y el Senado de la República, recibiendo Medallas al Mérito Deportivo. Finalmente fue al Palacio de La Moneda, donde fue recibido por la presidenta de la República Michelle Bachelet.

## Actualidad
Además de apadrinar a jóvenes promesas de la hípica, Santos ha anunciado que tiene un proyecto televisivo: un canal dedicado exclusivamente a la hípica de Estados Unidos. Además considera ser comentarista de este deporte en ESPN.
En noviembre de 2007, su hija Sophia protagonizó un accidente automovilístico en donde falleció una mujer de 62 años, y se declaró culpable de homicidio vehicular en una corte de Nassau (Nueva York, Estados Unidos). Tuvo que ingresar a la cárcel y pagar mucho dinero en indemnizaciones.